# Ulukbek Maripov
Ulukbek Maripov (Kirghiz-Ata, 30 de agosto de 1979) é um político quirguiz, primeiro ministro do Quirguistão entre fevereiro e outubro de 2021.
Ele é filho do ex-deputado Asamuddin Maripov.
Graduado pela Universidade de Osh em finanças e crédito e jurisprudência, trabalhou no Ministério das Finanças de 2001 a 2003. De 2003 a 2005, foi assistente do governador do oblast de Batken, então consultor adjunto do Parlamento em 2005 a 2006. De 2006 a 2010, atuou como especialista da presidência. Em 2010, foi nomeado Chefe do Departamento de Cooperação Internacional do Ministério de Situações de Emergência. De 2010 a 2016, trabalhou com os serviços da presidência, onde ascendeu em 2015 como vice-chefe de gabinete do Presidente da República. Em 19 de março de 2016, foi presidente do Tribunal de Contas, cargo que ocupou até 2021.
A coalizão governante escolhe Ulukbek Maripov como seu candidato ao cargo de primeiro-ministro em 1 de fevereiro de 2021. A composição do governo é anunciada em 2 de fevereiro. Aprovado pelo Parlamento em 3 e 6 de fevereiro, o governo foi nomeado e empossado no mesmo dia.